# Ponte do Diabo (Bulgária)
A Ponte do Diabo ou do Demônio (em búlgaro: Дяволски мост; romaniz.: Dyavolski most; em turco: Şeytan Köprüsü) é uma ponte do Diabo em arco sobre o rio Arda situada numa estreita garganta. Está localizada a 10 quilômetros da cidade búlgara de Ardino, nas montanhas Ródope, e é parte de uma antiga estrada que conecta as terras baixas da Trácia com o norte da costa do mar Egeu. Em 24 de fevereiro de 1984, foi classificada monumento cultural.
A Ponte do Diabo foi construída entre 1515 e 1518 pelo governo otomano. A ponte, a maior e mais conhecida de seu tipo no Ródope, possui 56 metros de comprimento e tem 3 arcos, mas também buracos característicos com pequenos arcos semicirculares para registrar o nível das águas do Arda. Tem uma largura de 3,5 metros e seu arco principal é de 11,50 metros de altura. Um parapeito de pedra de 12 centímetros de altura está preservado em suas laterais e molhes estão localizados no lado oposto da corrente.